# Meister der Baroncelli-Bildnisse

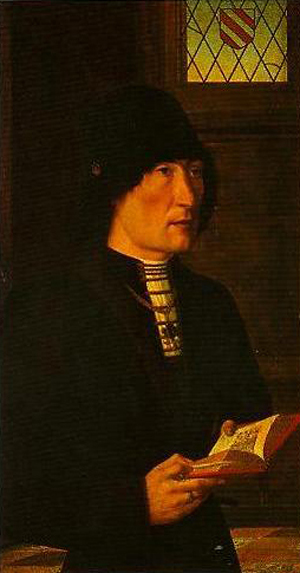
Meister der Baroncelli-Bildnisse: Bildnis des Pierantonio Baroncelli. Um 1489

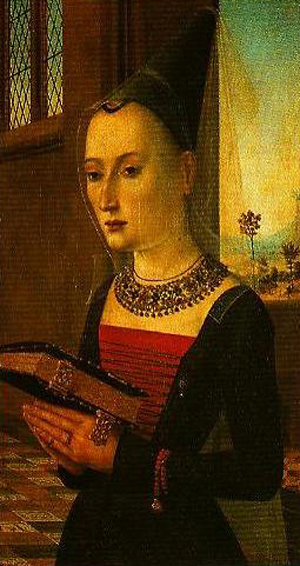
Meister der Baroncelli-Bildnisse: Bildnis der Maria Bonciani. Um 1489

Als  Meister der Baroncelli-Bildnisse (Italienisch Maestro dei Ritratti Baroncelli) wird ein niederländischer Maler bezeichnet, der um 1489 in Brügge in Flandern tätig war. Der namentlich nicht bekannte Künstler erhielt seinen Notnamen nach den von ihm geschaffenen Bildnissen des Pierantonio Baroncelli und dessen Gemahlin Maria Bonciani. Der Maler hat diese beiden Bilder in Öl auf Holz erstellt. Sie stellen Baroncelli, einen italienischen Bankier, der in Brügge für das Bankhaus der Medici tätig war, und seine Frau dar. Die beiden Baroncelli-Bildnisse waren wohl ein Diptychon und befinden sich jeweils seit 1845 und 1843 in den Uffizien in Florenz. Auf ihrer Rückseite findet sich die Szene einer Verkündigung an Maria.
Neben den Baroncelli-Bildnissen werden dem Meister durch Stilvergleich noch einige wenige andere erhaltene Werke zugeschrieben. Der Malstil des Meisters erinnert an den seines in Brügge tätigen Zeitgenossen Hans Memling und an den des ebenfalls  in Brügge etwas früher tätigen Petrus Christus. Der Meister der Baroncelli-Bildnisse ist ein Zeitgenosse des Meisters der Lucialegende.

## Werke (Auswahl)
- Bildnisse des Pierantonio Baroncelli und seiner Gemahlin Maria Bonciani, um 1489,  Galleria degli Uffizi, Florenz, Inv. 1036 und Inv. 8405
- Die Heilige Catherina von Bologna mit drei Stiftern, um 1480, The Courtauld Gallery, London
- Pfingstwunder, Groninger Museum, Groningen (Leihgabe aus Privatbesitz)
- Maria mit dem Kind und Engeln, Staatliche Museen zu Berlin,  Gemäldegalerie, Berlin, Inventar-Nr. 551